# 남자는 괴로워 23
남자는 괴로워 23(男はつらいよ 翔んでる寅次郞: Tora-san, The Matchmaker)은 일본에서 제작된 야마다 요지 감독의 1979년 코미디 영화이다. 아츠미 키요시 등이 주연으로 출연하였다.

## 출연

### 주연
- 아츠미 키요시
- 바이쇼 치에코

### 조연
- 모모이 가오리
- 후세 아키라
- 코구레 미치요
- 마에다 긴
- 시모조 마사미
- 미사키 치에코
- 다자이 히사오
- 류 치슈